# 九州産交硬式野球部
九州産交硬式野球部（きゅうしゅうさんこうこうしきやきゅうぶ）は、熊本県熊本市に本拠地を置き、日本野球連盟に所属した社会人野球の企業チームである。1987年に解散した。
運営母体は、バス事業者の九州産業交通。

## 概要
1967年春、九州産業交通の準硬式野球部が硬式野球部に転向し『九州産交硬式野球部』として創部した。
1970年、活動4年目で都市対抗野球に初出場し、1回戦で日本通運を延長の末破り初勝利をあげた。
1975年に日本選手権に初出場すると、翌1976年の日本選手権ではベスト4まで進出した。
1987年9月の日本選手権予選で敗れ、シーズン終了とともに解散となった。

## 設立・沿革
- 1967年 - 『九州産交』として創部。
- 1970年 - 都市対抗野球に初出場（2回戦敗退）。
- 1975年 - 日本選手権に初出場（8強）。
- 1987年 - 解散。

## 主要大会の出場歴・最高成績
- 都市対抗野球大会 - 出場6回
- 社会人野球日本選手権大会 - 出場6回、4強1回（1976年）

## 主な出身プロ野球選手
- 小林浩二（外野手） - 1971年ドラフト3位で大洋ホエールズに入団
- 入江道生（内野手） - 1973年ドラフト6位で広島東洋カープに入団
- 渡辺長助（捕手） - 1978年ドラフト3位で阪神タイガースに入団
- 谷崎浩二（投手） - 1978年ドラフト4位で近鉄バファローズから指名を受け、翌1979年シーズン終了後に入団
- 赤星鉄治（捕手） - 1981年ドラフト2位で南海ホークスに入団
- 二村忠美（外野手） - 1982年ドラフト3位で日本ハムファイターズに入団
- 野田浩司（投手） - 1987年ドラフト1位で阪神タイガースに入団[注 1]
- 城土大二郎（内野手） - 1987年ドラフト3位で西武ライオンズに入団

## かつて在籍していた選手
- 柿木孝哉（内野手）
- 林幸義（内野手） - 1971年ドラフト5位で阪神タイガースに指名されるも入団拒否。退部後、高校野球監督。
- 坂東一彦（内野手） - 退部後、大分県立大分雄城台高等学校やBAN BASEBALL CLUBの監督を務めた。
- 井上新一（外野手） - 1977年ドラフト5位で南海ホークスに指名されるも入団拒否。アマチュア野球世界選手権日本代表。